# 菱葩餅

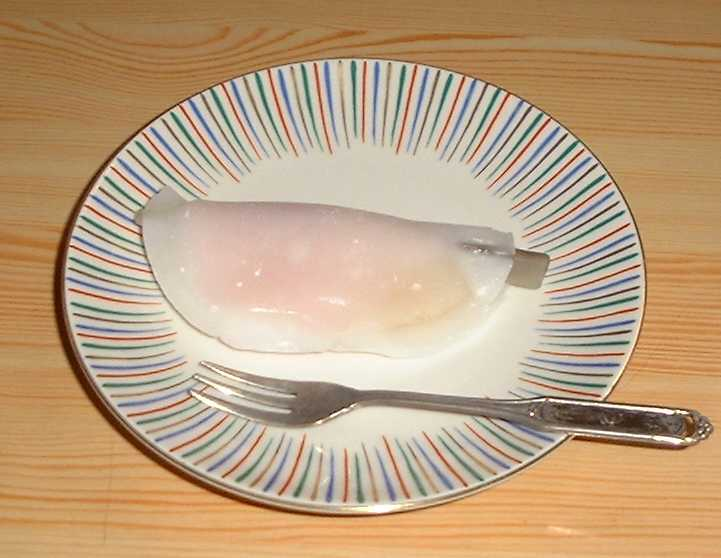
菱葩餅

菱葩餅（ひしはなびらもち）は、ごぼうとみそあんと菱形で紅色の餅を、円形の白い餅もしくは求肥を二つ折りにして包んだ和菓子である。通称花びら餅。
平安時代の宮中での新年行事「歯固め」の際に食べた食物に由来し、江戸時代には今日の形になっていたといわれる。

## 概要
歯固めでは正月の1日から3日にかけて、長寿を願い、固い食物を食べていた。平安時代の『江家次第』では、大根、瓜、猪肉や鮎の塩漬けなどが挙げられている。
江戸時代に宮中に菓子を納めていた川端道喜に残る記録では、薄く延ばした白い餅（葩餅）の上に赤い菱餅を敷き、その上に押鮎（塩鮎）を乗せている。次第に簡略化され、葩餅に菱餅、押鮎に見立てたごぼう、味噌を挟んだものとなった。餅に味噌の組合せが雑煮に類似することから宮中雑煮あるいは包み雑煮とも呼ばれ、形状を花弁に見立てて「花びら餅」ともいわれ、公家に配られた。
明治時代に裏千家家元十一世玄々斎が初釜の際に使うことを宮中から許可され、新年の菓子として使われるようになったことをきっかけに、日本各地の和菓子屋でも工夫を凝らして作られるようになった。
当初はごぼうが2本であったが、現在では1本のものが主流である。

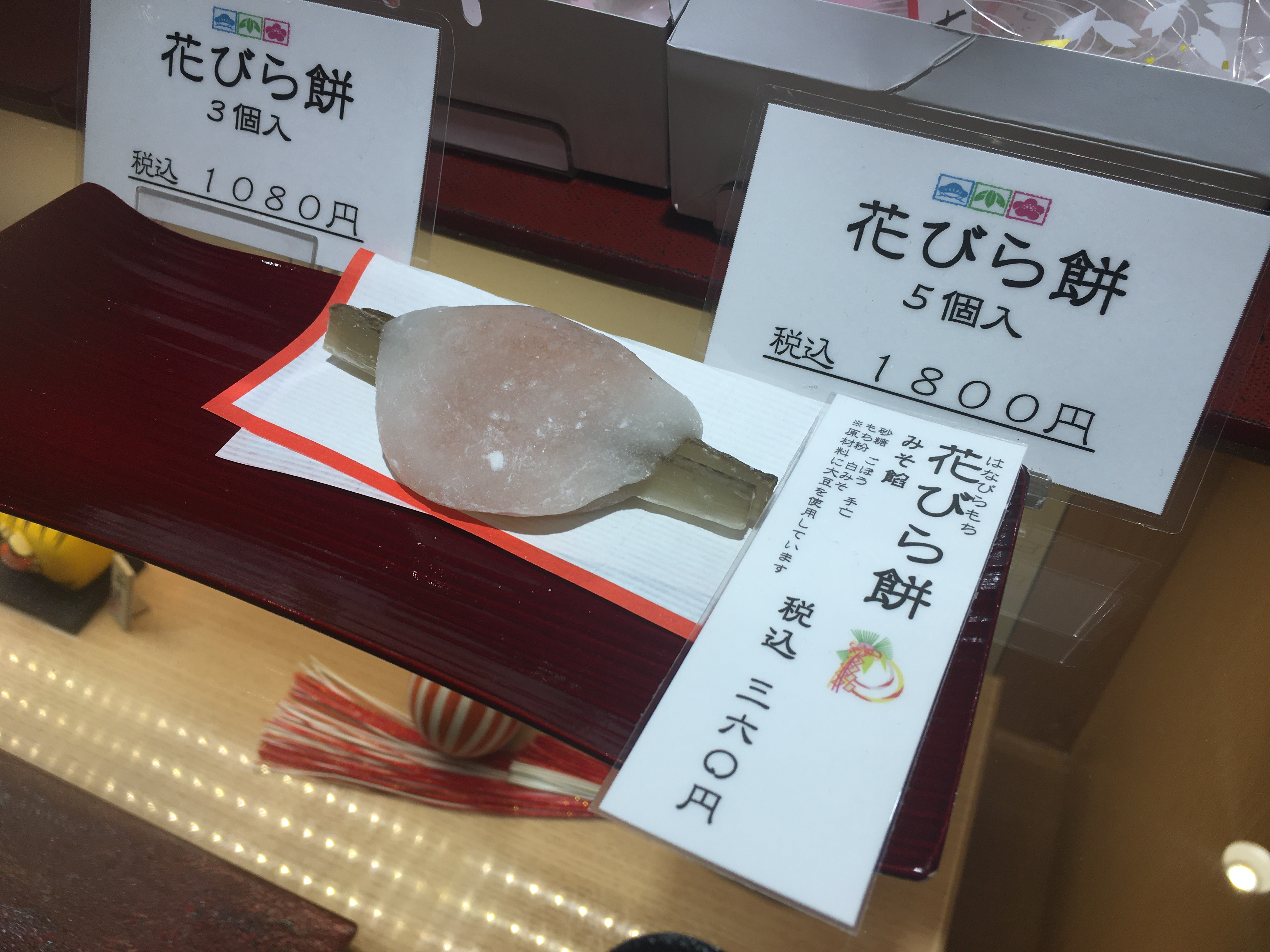
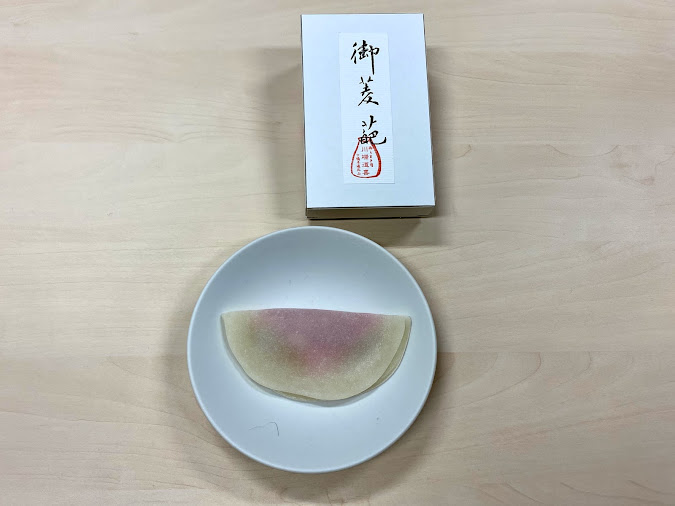
老舗和菓子店川端道喜の「御菱葩」

## 関連用語
- 茶道
- ハレとケ
- 御節料理
- 生菓子